# Aaron Ramsey (football, 2003)
Pour l’article homonyme, voir Aaron Ramsey.
Aaron Ramsey, né le 21 janvier 2003 à Birmingham, est un footballeur anglais qui évolue au poste de milieu  de terrain au Burnley FC.

## Biographie

### Carrière en club
Formé à Aston Villa — ayant rejoint le club que sa famille supporte dès ses 8 ans —, Aaron Ramsey signe son premier contrat avec le club en mars 2021. Il fait ses débuts professionnel avec les Vilans le 24 août 2021, remplaçant Anwar El-Ghazi lors d'une victoire 6-0 en EFL Cup, chez le Barrow AFC,.
En deuxième partie de saison, il est prêté en League One au Cheltenham. Il parvient à enchainer les titularisation lors de cette demi-saison, confirmant ainsi son potentiel dans le championnat professionnel de troisième division, avant de retrouver l'équipe d'Aston Vila dirigée par Steven Gerrard, où il est en concurrence directe avec des joueurs de premiers plans internationaux comme Philippe Coutinho et Emiliano Buendía.
Le 31 janvier 2023, il est prêté à Middlesbrough .

### Carrière en sélection
International anglais dès les moins de 16 ans et dans toutes les catégories qui suivent,, il connait également une convocation en espoirs en septembre 2021, à la suite du forfait de Harvey Elliott.
En juin 2022 Aaron Ramsey est sélectionné en équipe d'Angleterre pour prendre part à l'Euro des moins de 19 ans en 2022.
Titulaire lors de la compétition qui a lieu en Slovaquie, il atteint avec les anglais la finale du championnat continental, après avoir battu l'Italie en demi-finale.

## Vie privée
Aaron Ramsey est le frère cadet de Jacob Ramsey, avec qui il commence son parcours à Aston Villa,,.

## Palmarès

### En sélection
- Angleterre -19 ans
  - Vainqueur du Championnat d'Europe en 2022.

## Statistiques
| Saison                | Club                    | Championnat           | Championnat | Championnat | Coupe nationale | Coupe nationale | Coupe de la Ligue | Coupe de la Ligue | Compétition(s) continentale(s) | Compétition(s) continentale(s) | Compétition(s) continentale(s) | Total | Total |
| Saison                | Club                    | Division              | M.          | B.          | M.              | B.              | M.                | B.                | Comp.                          | M.                             | B.                             | M.    | B.    |
| 2021-2022             | Aston Villa             | Premier League        | -           | -           | -               | -               | 1                 | 0                 | -                              | -                              | -                              | 1     | 0     |
| Sous-total            | Sous-total              | Sous-total            | -           | -           | -               | -               | 1                 | 0                 | -                              | -                              | -                              | 1     | 0     |
| 2021-2022             | Cheltenham Town (prêt)  | League One            | 15          | 1           | -               | -               | -                 | -                 | -                              | -                              | -                              | 15    | 1     |
| 2022-2023             | Norwich City (prêt)     | Championship          | 18          | 3           | -               | -               | 2                 | 0                 | -                              | -                              | -                              | 20    | 3     |
| 2022-2023             | Middlesbrough FC (prêt) | Championship          | 11          | 5           | -               | -               | -                 | -                 | -                              | -                              | -                              | 11    | 5     |
| Sous-total            | Sous-total              | Sous-total            | 44          | 9           | -               | -               | 2                 | 0                 | -                              | -                              | -                              | 46    | 9     |
| 2023-2024             | Burnley FC              | Premier League        | 14          | 0           | 1               | 0               | 2                 | 0                 | -                              | -                              | -                              | 17    | 0     |
| 2024-2025             | Burnley FC              | Championship          | -           | -           | -               | -               | -                 | -                 | -                              | -                              | -                              | 0     | 0     |
| Sous-total            | Sous-total              | Sous-total            | 14          | 0           | 1               | 0               | 2                 | 0                 | -                              | -                              | -                              | 17    | 0     |
| Total sur la carrière | Total sur la carrière   | Total sur la carrière | 58          | 9           | 1               | 0               | 5                 | 0                 | -                              | -                              | -                              | 64    | 9     |